# Pali (cantor)
Juan Pablo Hernández Smith é um cantor chileno de pop rock.

## Discografía

### Álbuns
2004 - Electrocardiograma
1. "Me Carga"
2. "Lejos"
3. "Viña"
4. "Tu Libertad"
5. "Quien Es Quien"
6. "Que Ves"
7. "Creo En Ti"
8. "Claustrofobia"
9. "Donde"
10. "Quien Más Que Tú"

2006 - En Frecuencia
1. "Kilómetros de Aquí"
2. "No Escaparás"
3. "Quien Te Dijo"
4. "Buscaré"
5. "Siempre Lo Estarás"
6. "Malvado Como Ayer"
7. "Escondo Mi Voz"
8. "Para No Verte Más"
9. "Siempre Por Ti"
10. "+ Arriba"

2010 - "Asqueroso Pop"
1. "Viña"
2. "Claustrofobia"
3. "Malvado como ayer"
4. "Quién es quién"
5. "Kilómetros dé aquí"
6. "No escaparás"
7. "Quién te dijo"
8. "Buscaré"
9. "Tu libertad"
10. "Siempre por tí"
11. "Léjos"
12. "Me carga"
13. "+ arriba"
14. "Para no verte más"

### Singles
- "Lejos" - Electrocardiograma
- "Creo En Ti" - Electrocardiograma
- "Claustrofobia" - Electrocardiograma
- "Buscaré" - En Frecuencia
- "Kilómetros De Aquí" - En Frecuencia
- "Para No Verte Más" - En Frecuencia
- "+ Arriba" - En Frecuencia